# Sant Vicenç (Vernet)
El Sant Vicenç és un riu de la comarca del Conflent, a la Catalunya del Nord, que neix i discorre pels termes de Vernet i Cornellà de Conflent. S'aboca en el Cadí dins del segon d'aquests dos termes.
Deu el nom a la capella de Sant Vicenç de Campllong, de Vernet, pel costat de la qual disposa.

## Terme de Vernet
El Sant Vicenç es forma a l'Envolada, al costat sud de la Solana de la Castella, a sota i al nord-est del Quazemí, per la unió del Canal del Quazemí, el de la Y, el de l'Aigua i el Canal Gros, que hi aporta el de la Portella. Des d'aquell lloc davalla en un curs força sinuós cap al nord-oest i rep de seguida el Canal del Roc dels Isards per la dreta. Poc després, ara per l'esquerra, rep el Canal de la Jaça d'en Vernet i poc després, el dels Orriets. Més endavant rep per la dreta el Canal de la Castella, amb el del Pont d'Avi; després, per l'esquerra, el Canal de la Passera Cremada i, tot seguit, per la dreta, el Canal de Mesurat i el Canal Menter, amb el de Malaterra i el Còrrec de Bonaigua, o del Bac de Bonaigua, just després de passar el salt anomenat Forat de la Tomba. Passat aquest darrer es troba el Salt dels Anglesos, moment en què arriba per l'esquerra el Canal del Clot de la Font, i, al cap de poc, es troba el Salt de Sant Vicenç. Després hi arriba per la dreta el Canal d'en Jaques. Després d'un marca retomb, el Sant Vicenç emprèn un tram força recte, sempre cap al nord-oest: és el lloc on hi hagué el poble de Campllong, i encara hi romanen les restes de l'església de Sant Vicenç de Campllong, que donen nom al riu. Al final d'aquest tram rep per l'esquerra el Còrrec del Bac, anomenat Canal del Rabent en la seva part alta. Durant bona part del recorregut per Campllong, el Sant Vicenç desdobla el seu curs en dos braços. D'aquesta manera el Sant Vicenç arriba a l'extrem sud-est del nucli de Vernet. Durant tot el seu pas pel costat de llevant del poble, el riu discorre canalitzat per una zona urbanitzada, al final de la qual rep per la dreta el Còrrec de l'Astorg, o del Coll de Juell, de llarg recorregut i que hi aporta els còrrecs de l'Orri, amb el Canal del Cogulló a la seva part alta, de Sant Joan, del Clot de Xixo. Més al nord-oest, el Sant Vicenç passa pel costat de llevant del Càmping del Bosc i de seguida rep per la dreta el Còrrec del Solà. Poc després el riu surt del terme de Vernet al Prat dels Frares.

## Terme de Cornellà de Conflent
Entra en el terme de Cornellà de Conflent a prop a llevant del camp de futbol que hi ha ran del Mas Quesnel, des d'on, de forma sinuosa, s'adreça cap al nord-est. Passa a prop del mas esmentat, després per la partida de la Caseta, més endavant per la de la Tralla, deixa a la dreta el barri de Sant Jaume de Cornellà de Conflent i el mateix poble d'aquest nom, poc abans del qual ha rebut per la dreta el Còrrec de les Planes. S'allunya progressivament del poble de Cornellà de Conflent, sempre cap al nord-oest, passa per les Forrolles i s'aboca en el Cadí just al nord de la depuradora d'aquesta comuna.